# Pieter Pijpers
Pieter Pijpers (Amersfoort, 14 december 1749 - 20 juni 1805) was in Amsterdam werkzaam in de tabakshandel, maar verdiende zijn sporen uiteindelijk als dichter en toneelschrijver. Pijpers was lid van de Patriotten.

## Werken
- Het mislukt verraad op Amersfoort (1776)
- Vaderlandse gedichten (1784-1787)
- Stephanus (1790)
- Neptha (1794)
- Eemlands tempe (1803)
- Spartacus (1805)

- Biografisch Portaal: 15978258
- Digitale Bibliotheek voor de Nederlandse Letteren: pype002
- Gemeinsame Normdatei: 172858933
- International Standard Name Identifier: 0000 0000 5234 6143
- Library of Congress Control Number: nr2007011936
- Nederlandse Thesaurus van Auteursnamen: 071511237
- Virtual International Authority File: 9812537
- WorldCat: E39PBJmy3WCxK48Km7YWR6Vt8C